# 鮑曄
鮑曄（14世紀—15世紀），清朝時避康熙帝名諱改寫為鮑曅、鮑畢、鮑華，浙江處州府慶元縣西隅人，明朝政治人物。

## 生平
鮑曄是永樂十二年（1414年）舉人，次年（1415年）聯捷進士，獲授禮部儀制司主事，其詩文標的當時。

## 引用
1. ↑  光緖《處州府志·卷十六·選舉志》：進士……明……永樂乙未科……鮑曅 《通志》作鮑華，龍泉人；龍志作鮑曅，字日華，官禮部主事；慶志作鮑畢。按慶元為龍泉松源鄉地，慶元三年析而置縣，鮑氏進士代有其人，如宋鮑坡、鮑澹如均嘉定間進士，已在慶元祈縣之後，志俱作龍泉人，並無列入慶元者，當本通志作龍泉人。曅字日華亦當從曅，通志因避聖祖廟諱作華，慶志作畢，誤。
2. 1 2  光緒《慶元縣志·卷十·人物志》：鮑畢，少即希古，及長朗達有雋才，永樂甲午鄉薦，乙未第進士，授禮部儀制司主事，所著詩文標的當時。
3. ↑  光緒《慶元縣志·卷九·選舉志》：舉人……永樂十二年甲午科……鮑畢 西隅人，乙未科進士